# Gat in de ozonlaag

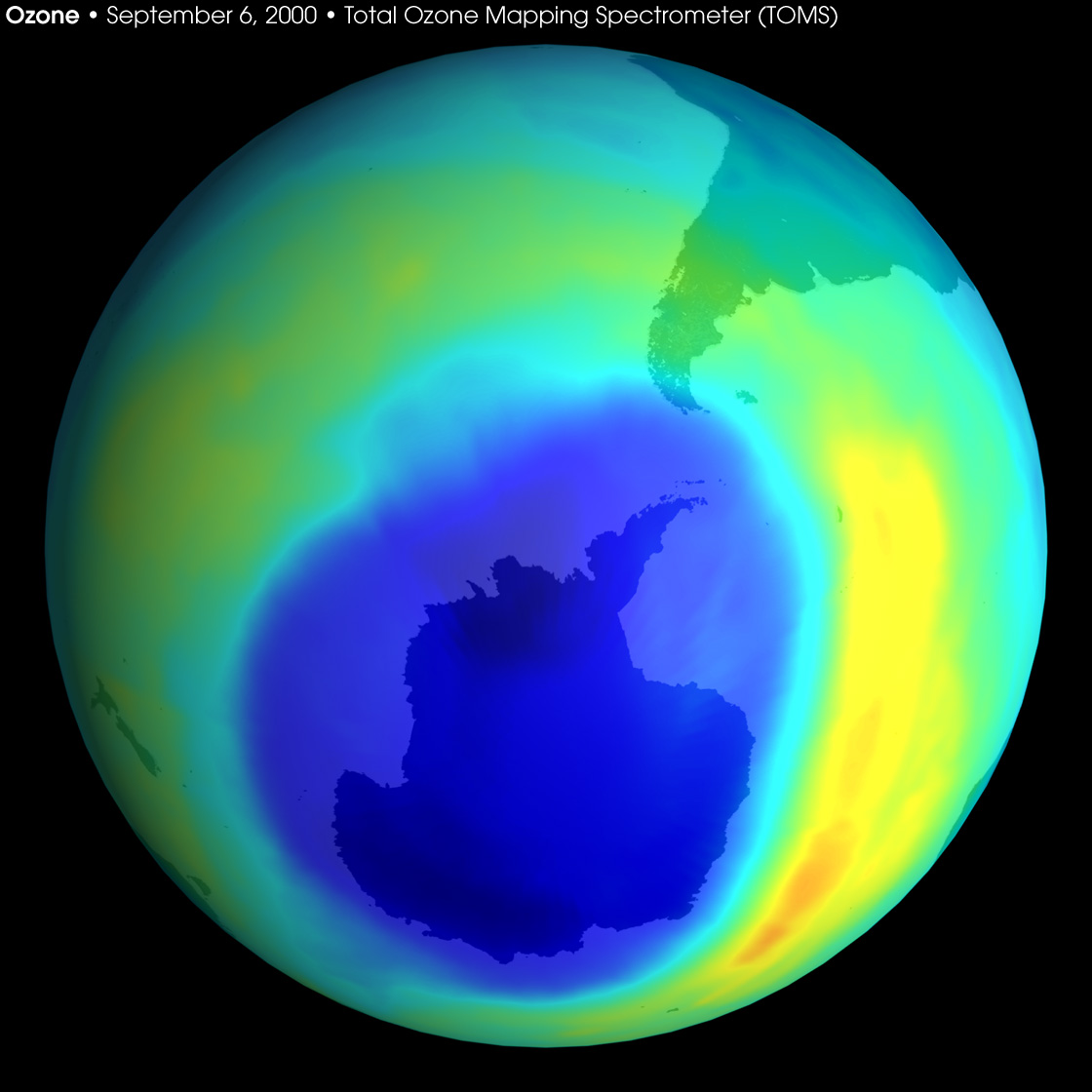
Voorstelling van het ozongat in september 2000

Het ozongat is een plek in de ozonlaag waar de ozonconcentratie veel lager dan gemiddeld is. Dit gat ontstaat in het voorjaar (omstreeks september) vooral boven de Zuidpool. In de jaren 70 en 80 van de 20e eeuw werd men zich ervan bewust dat aantasting van de ozonlaag een ernstig milieuprobleem was. Dit leidde tot het vaststellen van het Montrealprotocol.

## Effect van de ozonlaag

Temperatuurinversie in de aardatmosfeer (rode curve)

De aardatmosfeer beschermt het leven op aarde door een gedeelte van de schadelijke straling die afkomstig is van de Zon tegen te houden. Zo wordt het schadelijkste deel van de ultraviolette straling uit het zonlicht tegengehouden door de ozonlaag die zich op ongeveer 15 tot 45 kilometer hoogte bevindt. Daarnaast zorgt de ozonlaag voor het verticale temperatuurprofiel dat onze atmosfeer kenmerkt. Bij stijging vanaf het aardoppervlak neemt de temperatuur af, tot aan de ozonlaag, daar stijgt de temperatuur juist, vervolgens gaat de daling van de temperatuur weer verder, wanneer de ozonlaag gepasseerd is. Deze temperatuurinverse werkt als een soort deksel op de atmosfeer. Het zorgt ervoor dat zuurstof in hoge concentratie aanwezig is in onze atmosfeer.

## Aantasting van de ozonlaag

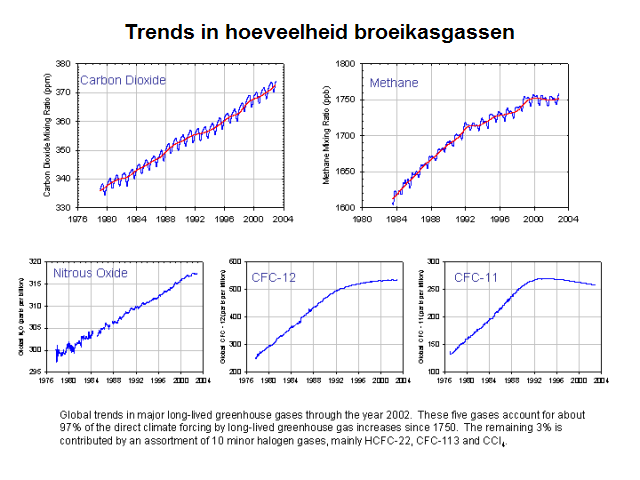
Globale trends in de hoeveelheid cfk's en broeikasgassen

De ozonlaag wordt aangetast door bepaalde drijfgassen uit bijvoorbeeld spuitbussen en oudere types koelkasten. Het gaat met name om cfk's (chloorfluorkoolstofverbindingen). Deze komen in de ozonlaag terecht, desintegreren daar onder invloed van uv-straling en de ontstane chloorradicalen breken de ozonmoleculen af tot chloormonoxideradicalen en moleculair zuurstof:
{\displaystyle \mathrm {Cl^{\cdot }\ +\ O_{3}\longrightarrow \ ClO^{\cdot }\ +\ O_{2}} }
Twee chloormonoxideradicalen zullen dan het stabielere chloorperoxide vormen:
{\displaystyle \mathrm {2\ ClO^{\cdot }\ \longrightarrow \ Cl_{2}O_{2}} }
Vervolgens zorgt de uv-straling ervoor dat chloorperoxide weer uiteenvalt in vrije radicalen (een proces dat fotolyse genoemd wordt):
{\displaystyle \mathrm {Cl_{2}O_{2}\ +\ h\nu \ \longrightarrow \ 2\ Cl^{\cdot }\ +\ O_{2}} }
Deze drijfgassen zijn sinds het einde van de twintigste eeuw verboden. De aantasting van de ozonlaag komt het sterkst tot uiting in het ozongat dat elk voorjaar, rond september, boven de Zuidpool optreedt. Boven een gebied zo groot als Afrika is dan de ozonconcentratie meer dan gehalveerd. Boven het noordpoolgebied wordt ook een afname gemeten, maar die is minder sterk. Daar zorgden de ozonaantastende gassen echter voor een belangrijke, rechtstreekse opwarming.
Naar aanleiding van de ontdekking van dit milieuprobleem ging op 1 januari 1989 het Montrealprotocol van kracht, waarin afspraken over maatregelen voor de beheersing van de uitstoot van gassen die schadelijk zijn voor de ozonlaag werden overeengekomen. Dit verdrag geldt als een van de meest succesvolle internationale milieuverdragen. Doordat de drijfgassen al in de ozonlaag zitten was van tevoren te verwachten dat het ozongat zeker niet meteen zou dichten. Tot ongeveer 2000 is het ook nog steeds gegroeid.

## Polen

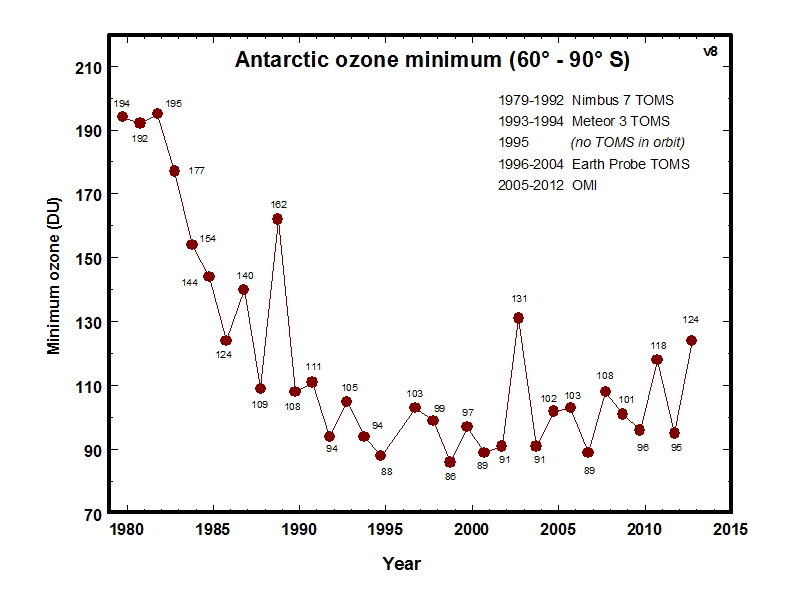
Minimum ozonwaarden gemeten op het zuidelijk halfrond door de Total Ozone Mapping Spectrometer (TOMS). Periode van 1979 tot 2012.

### Zuidpool
Het bovengenoemde omzettingsproces vindt alleen plaats bij zeer lage temperaturen. In de stratosfeer boven Antarctica zitten dan soms ijle wolkenlaagjes. Deze wolken worden in het Engels aangeduid als polar stratospheric clouds (afgekort tot PSC). Op de ijskristallen van de wolken kunnen stikstofverbindingen condenseren zoals HNO3 (salpeterzuur) of NO2 (stikstofdioxide). Normaal kunnen deze stikstofverbindingen een chloorradicaal onschadelijk maken door ermee te binden. Zodoende wordt een verbinding gevormd die niet meer schadelijk is voor de afbraak van ozon. Wanneer de stikstofverbindingen in het ijs afgezet worden zullen er echter meer chloorradicalen overblijven. Dit chloor is afkomstig van de cfk's. Als die in aanraking met licht komen, kunnen deze zich splitsen (deze chemische reactie wordt fotodissociatie genoemd), waardoor er chloorradicalen vrijkomen.
In de zuidpoolwinter en de vroege lente is er geen hoogenergetische straling van de zon boven de Zuidpool (het is er nog nacht). Cfk's die tot boven de ozonlaag zijn doorgedrongen worden dus niet in chloorradicalen gesplitst. Zodra het echter lente is geworden, in september, begint de afbraak. Dan is er wel zonlicht en zijn de temperaturen nog laag genoeg. In oktober zijn de temperaturen weer opgelopen en in november stroomt er weer verse ozon toe vanaf gematigde breedten, zodat het ozongat verdwijnt. Tijdens de poolnacht en het vroege voorjaar is er nauwelijks uitwisseling tussen de luchtmassa's boven Antarctica en subpolaire luchtmassa's. Door de extreme koude blijft de lucht min of meer op zijn plaats.
De uitstoot van cfk's is inmiddels grotendeels uitgefaseerd, waardoor men verwacht dat het ozongat zal krimpen. Daar tegenover staat dat de voorjaarstemperaturen boven de Zuidpool steeds lager worden, doordat minder ozon ook minder warmteabsorptie betekent. De grootste omvang van het ozongat is gemeten in 2006, toen ook de laagste temperaturen werden genoteerd. Daarna leek de ozonlaag iets gestabiliseerd, maar in 2015 werd de op een na grootste omvang gemeten. Het gat is dat jaar met 2,5 miljoen vierkante kilometer gegroeid.
Het kan ongeveer 50 jaar duren voordat de cfk's zijn afgebroken. Het KNMI verwachtte in 2005 dat de ozonlaag zich rond 2050 boven het zuidpoolgebied zal hebben hersteld. Recentere schattingen geven aan dat het ozongat rond 2070 ongeveer even groot is als omstreeks 1980.

### Noordpool
Boven de Noordpool geldt in het (noordpool)voorjaar hetzelfde proces als boven de Zuidpool. Alleen zijn de temperaturen daar minder laag dan boven de Zuidpool, zodat de afname in ozonconcentratie minder groot is. Bovendien is er meer menging met lucht van gematigde streken. Van eind 2019 tot april 2020 werd een groter gat in de ozonlaag aan de Noordpool gerapporteerd dan eerder vastgesteld in 1997 en 2011.

## Ontdekking
Reeds in 1970 wees Paul Crutzen erop dat stikstofoxides uit mest en uitlaatgassen van zeer hoog vliegende supersonische vliegtuigen de ozonlaag kunnen aantasten. Enige tijd later, in 1974, realiseerden Frank Sherwood Rowland en Mario J. Molina zich dat de chloorfluorkoolwaterstoffen die de industrie uitstootte uiteindelijk in de stratosfeer terecht zouden komen. Onder invloed van ultraviolet licht zouden zij vervolgens de ozonlaag aantasten. In die tijd was het niet zonder meer mogelijk de ozonlaag te meten, de technologie daarvoor ontbrak. Omdat uit de wetenschap echter steeds verontrustender geluiden kwamen, werd de Nimbus-7-satelliet gelanceerd. De metingen van de satelliet gaven aan dat er niets aan de hand was.
In 1984 deden Britse wetenschappers op Antarctica echter een meting vanaf de grond. Zij moeten ervan geschrokken zijn dat de concentraties ozon in de stratosfeer 35% lager waren dan gewoonlijk. Kort daarna werd het bestaan van het ozongat door de NASA bevestigd. De gegevens in de Nimbus-7-satelliet werden namelijk gefilterd voor extreme meetwaarden. Omdat het gat zich alleen boven Antarctica bevond en de situatie veel ernstiger was dan men dacht, waren de gegevens boven Antarctica automatisch weggegooid. Omdat men de ruwe data bewaard had, kon men de gegevens opnieuw nagaan en bevestigen dat er een probleem was.
In 1995 kregen Paul Crutzen, Frank Sherwood Rowland en Mario J. Molina de Nobelprijs voor Scheikunde voor "hun bijdragen aan de chemie van de atmosfeer en in het bijzonder de aanmaak en de afbraak van ozon".

## Gevolgen
Het verdwijnen of in concentratie afnemen van ozon in de stratosfeer kan op de lange termijn ernstige gevolgen hebben. Boven Antarctica vallen de gevolgen echter mee, omdat de zonnestraling, en daarmee ook de uv-straling van de zon, daar relatief zwak is. Bovendien is het gebied goeddeels onbewoond en zijn de meeste dieren beter bestand tegen uv-straling dan de mens. Op enkele eilanden, zoals de Zuid-Sandwicheilanden, waar wel mensen wonen, wordt de plaatselijke bevolking geadviseerd een zonnebril te dragen en de onbedekte lichaamsdelen in te smeren met zonnebrandcrème.
Wanneer echter het broeikaseffect voor de temperatuurstijging zorgt waarbij ozon wereldwijd wordt afgebroken, dan verdwijnt de temperatuurinverse in onze atmosfeer en daarmee onze atmosfeer. Zonder ozonlaag is het leven op aarde voor de mens onmogelijk.